# 高庙兴国寺
高庙兴国寺，也作兴国禅寺，位于中国云南省昆明市官渡区矣六街道渔村社区高庙村的一座佛教寺庙。
兴国寺始建年代不详，现存建筑为清光绪十三年（1887年）时重修，建筑群包括后殿、中殿、山门及东西厢房等，其中后殿内的彩塑群是昆明地区寺庙造像人格化的典型代表作，具有较高的历史文化艺术价值。兴国寺于1983年公布为官渡区区级文物保护单位，后殿内的彩塑群于1987年公布为昆明市市级文物保护单位，2019年整体被公布为云南省级文物保护单位。